# James Collinson

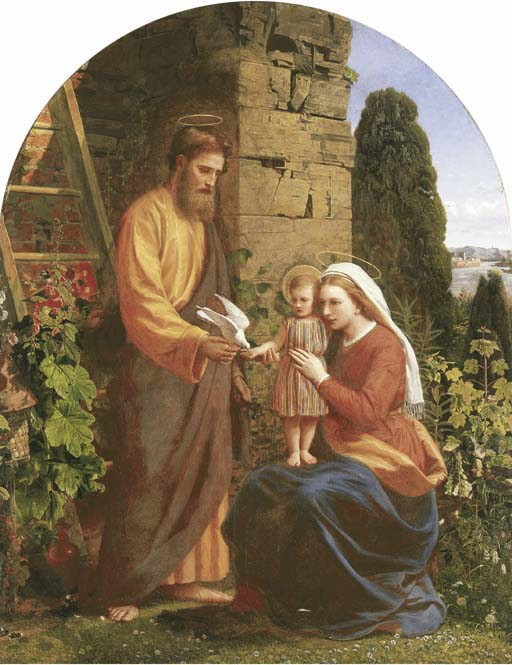
James Collinson: Heilige Familie

James Collinson (* 9. Mai 1825 in Mansfield, Nottinghamshire; † 24. Januar 1881 in Camberwell, London) war ein englischer Maler.
Collinson wurde als Sohn eines Buchhändlers und Druckers geboren. Er ging 1846 nach London und wurde im folgenden Jahr mit dem Gemälde The Charity Boy’s Debut erstmals in der Royal Academy of Arts ausgestellt. Dieses Bild gefiel Dante Gabriel Rossetti so sehr, dass er ihn für die Präraffaelitische Bruderschaft vorschlug, zu deren Gründungsmitgliedern er 1848 schließlich zählte.
1848 verlobte er sich mit Christina Rossetti und konvertierte ihretwegen vom Katholizismus, dem er sich kurz zuvor zugewandt hatte, zur Church of England. 1850 kehrte er wieder zu seinem katholischen Glauben zurück, was zum Beziehungsende mit Rossetti führte. Im selben Jahr trat er, im Glauben, die Präraffaeliten würden dem Christentum schaden, aus der Bruderschaft aus. 1853 gab er die Kunst für kurze Zeit ganz auf, begann ein Studium am jesuitischen Stonyhurst College und plante, Priester zu werden. Bereits 1855 gab er dies jedoch wieder auf und begann wieder zu malen.
Mit der Zeit stellte Collinson regelmäßig bei Ausstellungen der Royal Society of British Artists aus. Gelegentlich unternahm er Reisen nach Frankreich und blieb dort in den späten 1870ern für einen etwas längeren Aufenthalt. 1881 starb er in London an einer Lungenentzündung.